# التعلق في الأطفال

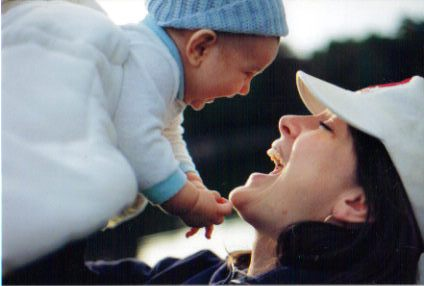
أموطفلها

التعلق في الأطفال (بالإنجليزية: Attachment in children) هو غريزة بيولوجية يسعى من خلالها الطفل إلى القرب (التقارب) من نموذج أو رمز التعلق عندما يستشعر أو يتصور حالة من التهديد أو الانزعاج، وينتظر السلوك التعلقي للطفل استجابة من هذا الرمز أو النموذج بأن يزيل هذا التهديد أو الانزعاج. يصف التعلق أيضا وظيفة التواجد (الإتاحية)، وهي درجة استجابة الرمز السطوي (رمز التعلق) لاحتياجات الطفل ومشاركته والتواصل معه. يمكن للتعلق الطفولي أن يحدد الخصائص التي من شأنها أن تشكل إحساس الطفل بذاته، وتنظيمه العاطفي، وكيفية إقامة العلاقات مع الآخرين. ويوجد التعلق في جميع الثدييات بدرجات مختلفة، وخاصة الرئيسيات غير البشرية.
أدت نظرية التعلق إلى فهم جديد لنمو الطفل. فالأطفال يطورون أنماط مختلفة من التعلق على أساس الخبرات والتفاعلات مع مقدمي الرعاية في سن مبكرة. وقد تم تحديد أربعة تصنيفات مختلفة للتعلق في الأطفال: التعلق الآمن ، والتعلق القلق المتناقض، والتعلق القلق المتجنب، والتعلق الغير منظم. وأصبحت نظرية التعلق هي النظرية السائدة حاليا من حيث الاستخدام في دراسة سلوك الرضع والأطفال الصغار وفي مجالات الصحة النفسية للأطفال ومعالجة الأطفال والمجالات ذات الصلة.